# Кручу-верчу
«Кручу-верчу» — шестой студийный альбом российской певицы Кати Лель, выпущенный в 2005 году на лейбле CD Land.

## Об альбоме
Данный альбом взялась продюсировать сама Катя Лель, она же стала автором и композитором шести песен на лонгплее. Также среди авторов можно встретить Любашу, Юрия Усачёва, Алексея Романофа и Илью Резника.
В поддержку альбома были выпущены синглы «Две капельки», «Кручу-верчу» и «Я люблю тебя». Композиция «Две капельки» стала лауреатом премии «Песня года», а также вошла в первую десятку хитов радиостанций СНГ; остальные синглы также пользовались популярностью на радио.

## Отзывы критиков
Рита Скитер в своём обзоре для InterMedia заявила, что альбом звучит ужасающе вторично. Она отметила, что авторы пишут песни точь-в-точь как песни Фадеева из предыдущего альбома, включая «Кручу-верчу», которая практически неотличима от «Муси-пуси», а «Две капельки», по её мнению, в сущности является замедленной версией всё той же «Муси-пуси». Разбирая альбом далее рецензент обнаружила, что на альбоме есть ещё много заимствований, например, из «Фотография 9х12» («Я люблю тебя»), «Плачет девочка в автомате» («Париж») или «Посмотри в глаза». Резюмируя, автор назвала альбом неплохим, но поставила под вопрос качество будущих релизов певицы.

## Список композиций
| №                   | Название               | Автор(ы)                                         | Длительность |
| ------------------- | ---------------------- | ------------------------------------------------ | ------------ |
| 1.                  | «Кручу-верчу»          | Катя Лель                                        | 3:36         |
| 2.                  | «Два ангела»           | Александр Вулых, Катя Лель, Игорь Саруханов      | 3:16         |
| 3.                  | «Кругом голова»        | Алексей Романоф, Екатерина Ракова, Юрий Усачёв   | 3:37         |
| 4.                  | «Две капельки»         | Катя Лель                                        | 3:51         |
| 5.                  | «Рули-рули»            | Любаша                                           | 3:13         |
| 6.                  | «А я зову»             | Катя Лель                                        | 3:21         |
| 7.                  | «Я люблю тебя»         | Катя Лель                                        | 4:02         |
| 8.                  | «Париж»                | Анатолий Поперечный, Владимир Сайко, Юрий Усачёв | 3:28         |
| 9.                  | «До свидания, милый»   | Алексей Романоф, Юрий Усачёв                     | 4:17         |
| 10.                 | «Мой капитан»          | Катя Лель                                        | 3:35         |
| 11.                 | «Где ты теперь?»       | Илья Резник, Юрий Мочман                         | 4:22         |
| 12.                 | «Нежность»             | Катя Лель                                        | 3:52         |
| 13.                 | «Я люблю тебя» (Remix) | Катя Лель                                        | 4:02         |
| Общая длительность: | Общая длительность:    | Общая длительность:                              | 44:30        |